# 華麗
華麗（英語：Wah Lai，代號：S16，前稱：葵涌南、麗華、麗瑤）是香港葵青區議會下轄的選區，1982年設立，經多次重組後，2007年採用現名，2023年取消，末任區議員為民主黨中央常務委員會委員兼司庫、前葵青區議會主席、前立法會議員（曾分別代表資訊科技界功能界別及香港島選區）單仲偕。

## 範圍
選區包括華景山莊、海峰花園、華員邨、翠瑤苑、麗瑤邨及嘉翠園，由於選區人口分散，投票站亦設有三個，分別位於華景山莊北停車場地下會議室、華員邨附近的迦密愛禮信中學及麗瑤邨內的東華三院高可寧紀念小學。

## 沿革
華麗選區前身是1982年區議會選舉的荃灣區議會的葵涌南選區（包括荔景邨、祖堯邨、華員邨、華景山莊、九華徑）、1985年區議會選舉至1991年區議會選舉的葵青區議會葵涌南選區（包括華員邨、華景山莊、九華徑）、1994年區議會選舉的葵青區議會麗華選區（包括九華徑）及1999年區議會選舉至2003年區議會選舉的葵青區議會麗瑤選區（包括下葵涌村及時為警察宿舍的葵翠邨位置），當中主要範圍包括麗瑤邨。黃耀聰早於1985年區議會選舉起首次當選葵青區議會議員，並一直連任至2019年，並以麗瑤邨為服務重心。
1994年區議會選舉，獨立民主派人士程樂蓀原欲參與麗華選區競選，惟讓路予友好組織街坊工友服務處提名的民運領袖劉山青太太唐婉清（本來由劉氏參選，但因劉之前十年在中國坐政治牢，被指選舉前不符合連續居港年期，而被港英政府拒絕參選），期後劉山青向法庭提交選舉質詢書，高等法院判其得直，選舉結果無效，故需進行補選，以填補空缺。補選在1995年4月2日舉行，結果以黃耀聰大比數擊敗劉山青，維持區議員身份。
1999年區議會選舉，退出民主黨的黃耀聰以1,433票擊敗僅奪得537票的程樂蓀而再度連任。
2003年區議會選舉，因應華峰選區人口過多，將原屬華峰選區的華員邨劃入麗瑤選區，由於當屆沒有其他候選人，故此黃耀聰自動當選連任。
2007年區議會選舉，劃界諮詢時因應麗瑤選區人口過少，曾計劃將原屬興芳選區的新葵芳花園、葵涌廣場一帶以及原屬新石籬選區的嘉翠園劃入麗瑤選區，並考慮將選區名稱更改為「芳瑤」，結果居民反對，最終改為將荔華選區的華景山莊和嘉翠園納入麗瑤選區，麗瑤選區內的下葵涌村劃入興芳選區，選區名稱更改為「華麗」，當時黃耀聰以1,776票成功當選連任，而在本次選舉得票最少，且曾多次角逐本區議席的程樂蓀之後未再參選本區，並移至澳門特別行政區兩次角逐當地立法會議席，成為唯一一個曾經參與港澳兩個憲政區域直接選舉的政界人士。2011年區議會選舉，黃更在無其他候選人之下自動當選連任，選後一年黃耀聰變節並加入經民聯。
2015年區議會選舉，當時人口估算約16,655人，其中9,033位是選民。議席由經民聯時任議員黃耀聰、無申報其政治聯繫的戴沛珊及報稱獨立人士的阮國基爭奪。而民主派並沒有正式派人出戰，最後黃以2,130票成功當選連任。
2019年區議會選舉，黃耀聰繼續爭取連任，主要對手是本身居於華景山莊，選前數月才決定參選的民主黨前立法會議員單仲偕，以填補民主派「白區」。黃單兩人頗有淵源，早於1985年兩人已當選葵青區議員，並與當時另外5位新任民主派區議員被稱為「葵青七子」，兩人後來亦有加入港同盟和民主黨。但是黃耀聰後來轉投建制派，先後加入葵青民生動力和經民聯。選舉當日有市民拍到有旅遊巴接載選民到票站，更加在車頭放置黃耀聰的名牌。結果單仍以接近500票之差擊敗黃，亦親手結束同為「葵青七子」的黃耀聰長達36年的區議員生涯；亦是單仲偕在2003年區議會選舉決定不再尋求連任，讓路予2000年失落立法會議席的黨友李永達之後相隔16年後再度出任區議員。
2020年1月7日，單仲偕更於沒有其他候選人之下自動當選為新一屆葵青區議會主席，相隔26年後再度出任主席一職，張文龍則當選葵青區議會副主席。2021年5月17日，單仲偕承認一項組織未經批准集結罪，於5月28日被判囚14個月，緩刑兩年，由於被判超過3個月而同時喪失區議員、區議會主席資格，並被撤銷太平紳士職務及銀紫荊星章勳銜。

## 歷屆議員
| 選區名稱 | 屆別                  | 議員               | 政治聯繫           | 政治聯繫           | 議員           | 政治聯繫       | 政治聯繫       |
| -------- | --------------------- | ------------------ | ------------------ | ------------------ | -------------- | -------------- | -------------- |
| 葵涌南   | 1982年－1985年        | 當時定為單議席選區 | 當時定為單議席選區 | 當時定為單議席選區 | 周森           |                | 革新會         |
| 葵涌南   | 1985年－1988年        | 黃耀聰             |                    | 公屋評議會         | 周森           |                | 革新會         |
| 葵涌南   | 1988年－1991年        | 黃耀聰             |                    | 民協               | 周奕希         |                | 民協           |
| 葵涌南   | 1991年－1994年        | 黃耀聰             |                    | 港同盟             | 定為單議席選區 | 定為單議席選區 | 定為單議席選區 |
| 麗華     | 1994年－1995年        | 黃耀聰             |                    | 民主黨             | 定為單議席選區 | 定為單議席選區 | 定為單議席選區 |
| 麗華     | 1995年4月3日－1999年  | 黃耀聰             |                    | 民主黨             | 定為單議席選區 | 定為單議席選區 | 定為單議席選區 |
| 麗瑤     | 2000年－2003年        | 黃耀聰             |                    | 無黨籍             | 定為單議席選區 | 定為單議席選區 | 定為單議席選區 |
| 麗瑤     | 2004年－2007年        | 黃耀聰             |                    | 無黨籍             | 定為單議席選區 | 定為單議席選區 | 定為單議席選區 |
| 華麗     | 2008年－2011年        | 黃耀聰             |                    | 無黨籍             | 定為單議席選區 | 定為單議席選區 | 定為單議席選區 |
| 華麗     | 2012年－2015年        | 黃耀聰             |                    | 經民聯             | 定為單議席選區 | 定為單議席選區 | 定為單議席選區 |
| 華麗     | 2016年－2019年        | 黃耀聰             |                    | 經民聯             | 定為單議席選區 | 定為單議席選區 | 定為單議席選區 |
| 華麗     | 2020年－2021年5月27日 | 單仲偕             |                    | 民主黨             | 定為單議席選區 | 定為單議席選區 | 定為單議席選區 |
| 華麗     | 2021年5月28日－2023年 | 懸空               | 懸空               | 懸空               | 定為單議席選區 | 定為單議席選區 | 定為單議席選區 |

## 歷屆選舉結果
| 政党   | 政党   | 候选人    | 票数  | %     | ±      |
| ------ | ------ | --------- | ----- | ----- | ------ |
|        | 經民聯 | ①. 黃耀聰 | 2,998 | 44.88 | -23.83 |
|        | 民主黨 | ②. 單仲偕 | 3,469 | 51.93 | 不適用 |
|        | 無黨派 | ③. 戴沛珊 | 17    | 0.25  | -8.23  |
|        | 無黨派 | ④. 譚荏之 | 152   | 2.28  | 不適用 |
|        | 無黨派 | ⑤. 阮國基 | 44    | 0.66  | -22.15 |
| 多数票 | 多数票 | 多数票    | 471   | 7.05  | 38.85  |

| 政党   | 政党   | 候选人    | 票数  | %     | ±      |
| ------ | ------ | --------- | ----- | ----- | ------ |
|        | 無黨派 | ①. 戴沛珊 | 263   | 8.48  | 不適用 |
|        | 無黨派 | ②. 阮國基 | 707   | 22.81 | +9.91  |
|        | 經民聯 | ③. 黃耀聰 | 2,130 | 68.71 | -6.64  |
| 多数票 | 多数票 | 多数票    | 1,423 | 45.90 | 不適用 |

| 政党 | 政党 | 候选人 | 票数     | %      | ±      |
| ---- | ---- | ------ | -------- | ------ | ------ |
|      | 獨立 | 黃耀聰 | 自動當選 | 不適用 | 不適用 |

| 政党   | 政党   | 候选人    | 票数  | %     | ±      |
| ------ | ------ | --------- | ----- | ----- | ------ |
|        | 獨立   | ①. 黃耀聰 | 1,776 | 75.35 | 不適用 |
|        | 無黨派 | ②. 阮國基 | 304   | 12.90 | 不適用 |
|        | 無黨派 | ③. 程樂蓀 | 277   | 11.75 | 不適用 |
| 多数票 | 多数票 | 多数票    | 1,472 | 62.46 | 不適用 |

| 政党 | 政党 | 候选人 | 票数     | %      | ±      |
| ---- | ---- | ------ | -------- | ------ | ------ |
|      | 獨立 | 黃耀聰 | 自動當選 | 不適用 | 不適用 |

| 政党   | 政党   | 候选人    | 票数  | %     | ±      |
| ------ | ------ | --------- | ----- | ----- | ------ |
|        | 獨立   | ①. 黃耀聰 | 1,433 | 72.74 | 不適用 |
|        | 獨立   | ②. 程樂蓀 | 537   | 27.26 | 不適用 |
| 多数票 | 多数票 | 多数票    | 896   | 45.48 | 不適用 |

| 政党   | 政党   | 候选人 | 票数  | %     | ±      |
| ------ | ------ | ------ | ----- | ----- | ------ |
|        | 民主黨 | 黃耀聰 | 1,231 | 62.71 | 不適用 |
|        | 街工   | 劉山青 | 732   | 37.29 | 不適用 |
| 多数票 | 多数票 | 多数票 | 499   | 25.42 | 不適用 |

| 政党   | 政党   | 候选人 | 票数  | %     | ±      |
| ------ | ------ | ------ | ----- | ----- | ------ |
|        | 民主黨 | 黃耀聰 | 1,578 | 57.78 | 不適用 |
|        | 民建聯 | 葉柏明 | 758   | 27.76 | 不適用 |
|        | 街工   | 唐婉清 | 395   | 14.46 | 不適用 |
| 多数票 | 多数票 | 多数票 | 363   | 13.29 | 不適用 |

| 政党 | 政党   | 候选人 | 票数     | %      | ±      |
| ---- | ------ | ------ | -------- | ------ | ------ |
|      | 港同盟 | 黃耀聰 | 自動當選 | 不適用 | 不適用 |

| 政党   | 政党   | 候选人 | 票数  | %     | ±      |
| ------ | ------ | ------ | ----- | ----- | ------ |
|        | 民協   | 周奕希 | 3,707 | 37.91 | 不適用 |
|        | 民協   | 黃耀聰 | 2,349 | 24.02 | 不適用 |
|        | 革新會 | 周森   | 2,008 | 20.54 | 不適用 |
|        | 無黨派 | 譚上明 | 1,714 | 17.53 | 不適用 |
| 多数票 | 多数票 | 多数票 | 341   | 3.49  | 不適用 |

| 政党   | 政党       | 候选人 | 票数  | %     | ±      |
| ------ | ---------- | ------ | ----- | ----- | ------ |
|        | 革新會     | 周森   | 3,269 | 33.36 | 不適用 |
|        | 公屋評議會 | 黃耀聰 | 2,303 | 23.50 | 不適用 |
|        | 無黨派     | 譚星池 | 1,855 | 18.93 | 不適用 |
|        | 無黨派     | 梁永標 | 893   | 9.11  | 不適用 |
|        | 獨立       | 程樂蓀 | 771   | 7.87  | 不適用 |
|        | 無黨派     | 李建生 | 709   | 7.23  | 不適用 |
| 多数票 | 多数票     | 多数票 | 448   | 4.57  | 不適用 |

| 政党   | 政党   | 候选人 | 票数  | %     | ±      |
| ------ | ------ | ------ | ----- | ----- | ------ |
|        | 革新會 | 周森   | 1,057 | 28.71 | 不適用 |
|        | 獨立   | 黃耀聰 | 1,032 | 28.03 | 不適用 |
|        | 無黨派 | 張榮焜 | 790   | 21.46 | 不適用 |
|        | 無黨派 | 戚務新 | 613   | 16.65 | 不適用 |
|        | 無黨派 | 梁松森 | 190   | 5.16  | 不適用 |
| 多数票 | 多数票 | 多数票 | 25    | 0.68  | 不適用 |

## 資料來源與註釋
1. ↑  葵青區建議區議會選區範圍人口（页面存档备份，存于），選舉管理委員會，2019年
2. ↑  452個區議會選區登記選民的年齡組別及性別分佈(2019年)（页面存档备份，存于）,選民登記數字, 2019年
3. ↑   (PDF).   [2019-12-20]. （原始内容存档 (PDF)于2021-05-20）.
4. ↑  .   [2013-07-11]. （原始内容存档于2016-03-04）.
5. ↑  （繁體中文）. 香港區議會. 2015-09-22  [2016-01-04]. （原始内容存档于2020-10-28）.
6. ↑  （繁體中文）. 香港區議會. 2015-09-22  [2016-01-04]. （原始内容存档于2020-09-26）.
7. ↑  （繁體中文）. 香港區議會. 2015-11-23  [2016-01-04]. （原始内容存档于2020-09-26）.
8. ↑  （繁體中文）吳倬安. . 香港01. 2019-10-03  [2020-01-04]. （原始内容存档于2021-08-28）.
9. ↑  . dce2019.appledaily.com.   [2020-01-20]. （原始内容存档于2020-05-17） （中文）.
10. ↑  . 香港電台.   [2021-05-28]. （原始内容存档于2021-12-16）.